# Élections municipales de 2026 dans le Lot
Pour un article plus général, voir Élections municipales françaises de 2026.
Les élections municipales dans le Lot sont prévues en mars 2026. Cette page ne traite que les communes de 1 500 habitants et plus dans le Lot.

## Résultats à l'échelle du département

### Maires sortants et maires élus
| Commune                 | Population (en 2022) | Maire sortant(e)   | Parti | Parti | Maire élu(e) | Parti | Parti |
| ----------------------- | -------------------- | ------------------ | ----- | ----- | ------------ | ----- | ----- |
| Biars-sur-Cère          | 1 968                | Angèle Préville    |       | PS    |              |       |       |
| Cahors                  | 19 902               | Jean-Luc Marx      |       | DVG   |              |       |       |
| Castelnau-Montratier    | 1 827                | Dominique Marin    |       | DVG   |              |       |       |
| Figeac                  | 9 757                | André Mellinger    |       | PS    |              |       |       |
| Gourdon                 | 4 080                | Jean-Marie Courtin |       | SE    |              |       |       |
| Gramat                  | 3 496                | Michel Sylvestre   |       | RE    |              |       |       |
| Lalbenque               | 1 878                | Liliane Lugol      |       | DVG   |              |       |       |
| Luzech                  | 1 758                | Bernard Piaser     |       | SE    |              |       |       |
| Martel                  | 1 639                | Yannick Oubreyrie  |       | DVC   |              |       |       |
| Montcuq-en-Quercy-Blanc | 1 812                | Alain Lalabarde    |       | LR    |              |       |       |
| Pradines                | 3 600                | Denis Marre        |       | DVD   |              |       |       |
| Prayssac                | 2 500                | Fabienne Sigaud    |       | RE    |              |       |       |
| Puy-l'Évêque            | 1 870                | Serge Guérin       |       | UDI   |              |       |       |
| Saint-Céré              | 3 449                | Dominique Bizat    |       | PS    |              |       |       |
| Souillac                | 3 199                | Gilles Liébus      |       | RE    |              |       |       |
| Le Vigan-en-Quercy      | 1 544                | Jean Michel Favori |       | SE    |              |       |       |

### Résultats en nombre de maires
| Partis       | Partis                               | Maires sortants | Maires élus | Évolution |
| ------------ | ------------------------------------ | --------------- | ----------- | --------- |
|              | Divers gauche                        | 3               |             |           |
|              | Parti socialiste                     | 3               |             |           |
| Total gauche | Total gauche                         | 6               |             |           |
|              | Renaissance                          | 3               |             |           |
|              | Divers centre                        | 1               |             |           |
|              | Union des démocrates et indépendants | 1               |             |           |
| Total centre | Total centre                         | 5               |             |           |
|              | Divers droite                        | 1               |             |           |
|              | Les Républicains                     | 1               |             |           |
| Total droite | Total droite                         | 2               |             |           |
|              | Sans étiquette                       | 3               |             |           |
| Total        | Total                                | 16              | 16          | -         |

## Résultats dans les communes de plus de 1 500 habitants

### Biars-sur-Cère
- Maire sortante : Angèle Préville (PS)
- 19 sièges à pourvoir au conseil municipal (population légale 2022 : 1 968 habitants)
- 4 sièges à pourvoir au conseil communautaire (CC Causses et Vallée de la Dordogne)

| Tête de liste | Tête de liste | Parti(s) | Nuance | Premier tour | Premier tour | Second tour | Second tour | Sièges | Sièges |
| Tête de liste | Tête de liste | Parti(s) | Nuance | Voix         | %            | Voix        | %           | CM     | CC     |
| ------------- | ------------- | -------- | ------ | ------------ | ------------ | ----------- | ----------- | ------ | ------ |

### Cahors
- Maire sortant : Jean-Luc Marx (DVG)
- 33 sièges à pourvoir au conseil municipal (population légale 2022 : 19 902 habitants)
- 24 sièges à pourvoir au conseil communautaire (Grand Cahors)

| Tête de liste            | Tête de liste | Parti(s)       | Nuance | Premier tour | Premier tour | Second tour | Second tour | Sièges | Sièges |
| Tête de liste            | Tête de liste | Parti(s)       | Nuance | Voix         | %            | Voix        | %           | CM     | CC     |
| ------------------------ | ------------- | -------------- | ------ | ------------ | ------------ | ----------- | ----------- | ------ | ------ |
|                          | À déterminer  | LFI-PCF-G·s-LÉ |        |              |              |             |             |        |        |
|                          | Vivien Coste  | DVG            |        |              |              |             |             |        |        |
|                          |               |                |        |              |              |             |             |        |        |
| Exprimés                 |               |                |        |              |              |             |             |        |        |
| Votes blancs             |               |                |        |              |              |             |             |        |        |
| Votes nuls               |               |                |        |              |              |             |             |        |        |
| Total                    | Total         | Total          | Total  |              | 100          |             | 100         | 33     | 24     |
| Absentions               |               |                |        |              |              |             |             |        |        |
| Inscrits / participation |               |                |        |              |              |             |             |        |        |

### Castelnau-Montratier
- Maire sortant : Dominique Marin (DVG)
- 19 sièges à pourvoir au conseil municipal (population légale 2022 : 1 827 habitants)
- 6 sièges à pourvoir au conseil communautaire (CC du Quercy Blanc)

| Tête de liste | Tête de liste | Parti(s) | Nuance | Premier tour | Premier tour | Second tour | Second tour | Sièges | Sièges |
| Tête de liste | Tête de liste | Parti(s) | Nuance | Voix         | %            | Voix        | %           | CM     | CC     |
| ------------- | ------------- | -------- | ------ | ------------ | ------------ | ----------- | ----------- | ------ | ------ |

### Figeac
- Maire sortant : André Mellinger (PS), ne se représente pas[4].
- 29 sièges à pourvoir au conseil municipal (population légale 2022 : 9 757 habitants)
- 21 sièges à pourvoir au conseil communautaire (CC Grand-Figeac)

| Tête de liste            | Tête de liste   | Parti(s)      | Nuance | Premier tour | Premier tour | Second tour | Second tour | Sièges | Sièges |
| Tête de liste            | Tête de liste   | Parti(s)      | Nuance | Voix         | %            | Voix        | %           | CM     | CC     |
| ------------------------ | --------------- | ------------- | ------ | ------------ | ------------ | ----------- | ----------- | ------ | ------ |
|                          | Guillaume Baldy | PS-PRG-LÉ-PCF |        |              |              |             |             |        |        |
|                          |                 |               |        |              |              |             |             |        |        |
| Exprimés                 |                 |               |        |              |              |             |             |        |        |
| Votes blancs             |                 |               |        |              |              |             |             |        |        |
| Votes nuls               |                 |               |        |              |              |             |             |        |        |
| Total                    | Total           | Total         | Total  |              | 100          |             | 100         | 29     | 21     |
| Absentions               |                 |               |        |              |              |             |             |        |        |
| Inscrits / participation |                 |               |        |              |              |             |             |        |        |

### Gourdon
- Maire sortant : Jean-Marie Courtin (SE)
- 27 sièges à pourvoir au conseil municipal (population légale 2022 : 4 080 habitants)
- 15 sièges à pourvoir au conseil communautaire (CC Quercy-Bouriane)

| Tête de liste            | Tête de liste       | Parti(s) | Nuance | Premier tour | Premier tour | Second tour | Second tour | Sièges | Sièges |
| Tête de liste            | Tête de liste       | Parti(s) | Nuance | Voix         | %            | Voix        | %           | CM     | CC     |
| ------------------------ | ------------------- | -------- | ------ | ------------ | ------------ | ----------- | ----------- | ------ | ------ |
|                          | Jean-Marie Courtin, | SE       |        |              |              |             |             |        |        |
|                          |                     |          |        |              |              |             |             |        |        |
| Exprimés                 |                     |          |        |              |              |             |             |        |        |
| Votes blancs             |                     |          |        |              |              |             |             |        |        |
| Votes nuls               |                     |          |        |              |              |             |             |        |        |
| Total                    | Total               | Total    | Total  |              | 100          |             | 100         | 27     | 15     |
| Absentions               |                     |          |        |              |              |             |             |        |        |
| Inscrits / participation |                     |          |        |              |              |             |             |        |        |

### Gramat
- Maire sortant : Michel Sylvestre (RE)
- 23 sièges à pourvoir au conseil municipal (population légale 2022 : 3 496 habitants)
- 7 sièges à pourvoir au conseil communautaire (CC Causses et Vallée de la Dordogne)

| Tête de liste            | Tête de liste     | Parti(s) | Nuance | Premier tour | Premier tour | Second tour | Second tour | Sièges | Sièges |
| Tête de liste            | Tête de liste     | Parti(s) | Nuance | Voix         | %            | Voix        | %           | CM     | CC     |
| ------------------------ | ----------------- | -------- | ------ | ------------ | ------------ | ----------- | ----------- | ------ | ------ |
|                          | Christian Deleuze | SE       |        |              |              |             |             |        |        |
|                          | Alain Vertes      | SE       |        |              |              |             |             |        |        |
|                          |                   |          |        |              |              |             |             |        |        |
| Exprimés                 |                   |          |        |              |              |             |             |        |        |
| Votes blancs             |                   |          |        |              |              |             |             |        |        |
| Votes nuls               |                   |          |        |              |              |             |             |        |        |
| Total                    | Total             | Total    | Total  |              | 100          |             | 100         | 23     | 7      |
| Absentions               |                   |          |        |              |              |             |             |        |        |
| Inscrits / participation |                   |          |        |              |              |             |             |        |        |

### Lalbenque
- Maire sortante : Liliane Lugol (DVG)
- 19 sièges à pourvoir au conseil municipal (population légale 2022 : 1 878 habitants)
- 8 sièges à pourvoir au conseil communautaire (CC du Pays de Lalbenque-Limogne)

| Tête de liste | Tête de liste | Parti(s) | Nuance | Premier tour | Premier tour | Second tour | Second tour | Sièges | Sièges |
| Tête de liste | Tête de liste | Parti(s) | Nuance | Voix         | %            | Voix        | %           | CM     | CC     |
| ------------- | ------------- | -------- | ------ | ------------ | ------------ | ----------- | ----------- | ------ | ------ |

### Luzech
- Maire sortant : Bernard Piaser (SE)
- 19 sièges à pourvoir au conseil municipal (population légale 2022 : 1 758 habitants)
- 5 sièges à pourvoir au conseil communautaire (CC de la Vallée du Lot et du Vignoble)

| Tête de liste | Tête de liste | Parti(s) | Nuance | Premier tour | Premier tour | Second tour | Second tour | Sièges | Sièges |
| Tête de liste | Tête de liste | Parti(s) | Nuance | Voix         | %            | Voix        | %           | CM     | CC     |
| ------------- | ------------- | -------- | ------ | ------------ | ------------ | ----------- | ----------- | ------ | ------ |

### Martel
- Maire sortant : Yannick Oubreyrie (DVC)
- 19 sièges à pourvoir au conseil municipal (population légale 2022 : 1 639 habitants)
- 3 sièges à pourvoir au conseil communautaire (CC Causses et Vallée de la Dordogne)

| Tête de liste | Tête de liste | Parti(s) | Nuance | Premier tour | Premier tour | Second tour | Second tour | Sièges | Sièges |
| Tête de liste | Tête de liste | Parti(s) | Nuance | Voix         | %            | Voix        | %           | CM     | CC     |
| ------------- | ------------- | -------- | ------ | ------------ | ------------ | ----------- | ----------- | ------ | ------ |

### Montcuq-en-Quercy-Blanc
- Maire sortant : Alain Lalabarde (LR)
- 23 sièges à pourvoir au conseil municipal (population légale 2022 : 1 812 habitants)
- 6 sièges à pourvoir au conseil communautaire (CC du Quercy Blanc)

| Tête de liste | Tête de liste | Parti(s) | Nuance | Premier tour | Premier tour | Second tour | Second tour | Sièges | Sièges |
| Tête de liste | Tête de liste | Parti(s) | Nuance | Voix         | %            | Voix        | %           | CM     | CC     |
| ------------- | ------------- | -------- | ------ | ------------ | ------------ | ----------- | ----------- | ------ | ------ |

### Pradines
- Maire sortant : Denis Marre (DVD)
- 27 sièges à pourvoir au conseil municipal (population légale 2022 : 3 600 habitants)
- 4 sièges à pourvoir au conseil communautaire (Grand Cahors)

| Tête de liste | Tête de liste | Parti(s) | Nuance | Premier tour | Premier tour | Second tour | Second tour | Sièges | Sièges |
| Tête de liste | Tête de liste | Parti(s) | Nuance | Voix         | %            | Voix        | %           | CM     | CC     |
| ------------- | ------------- | -------- | ------ | ------------ | ------------ | ----------- | ----------- | ------ | ------ |

### Prayssac
- Maire sortante : Fabienne Sigaud (RE)
- 23 sièges à pourvoir au conseil municipal (population légale 2022 : 2 500 habitants)
- 7 sièges à pourvoir au conseil communautaire (CC de la Vallée du Lot et du Vignoble)

| Tête de liste | Tête de liste | Parti(s) | Nuance | Premier tour | Premier tour | Second tour | Second tour | Sièges | Sièges |
| Tête de liste | Tête de liste | Parti(s) | Nuance | Voix         | %            | Voix        | %           | CM     | CC     |
| ------------- | ------------- | -------- | ------ | ------------ | ------------ | ----------- | ----------- | ------ | ------ |

### Puy-l'Évêque
- Maire sortant : Serge Guérin (UDI)
- 19 sièges à pourvoir au conseil municipal (population légale 2022 : 1 870 habitants)
- 6 sièges à pourvoir au conseil communautaire (CC de la Vallée de Lot et du Vignoble)

| Tête de liste | Tête de liste | Parti(s) | Nuance | Premier tour | Premier tour | Second tour | Second tour | Sièges | Sièges |
| Tête de liste | Tête de liste | Parti(s) | Nuance | Voix         | %            | Voix        | %           | CM     | CC     |
| ------------- | ------------- | -------- | ------ | ------------ | ------------ | ----------- | ----------- | ------ | ------ |

### Saint-Céré
- Maire sortant : Dominique Bizat (PS)
- 23 sièges à pourvoir au conseil municipal (population légale 2022 : 3 449 habitants)
- 7 sièges à pourvoir au conseil communautaire (CC Causses et Vallée de la Dordogne)

| Tête de liste | Tête de liste | Parti(s) | Nuance | Premier tour | Premier tour | Second tour | Second tour | Sièges | Sièges |
| Tête de liste | Tête de liste | Parti(s) | Nuance | Voix         | %            | Voix        | %           | CM     | CC     |
| ------------- | ------------- | -------- | ------ | ------------ | ------------ | ----------- | ----------- | ------ | ------ |

### Souillac
- Maire sortant : Gilles Liébus (RE)
- 23 sièges à pourvoir au conseil municipal (population légale 2022 : 3 199 habitants)
- 6 sièges à pourvoir au conseil communautaire (CC Causses et Vallée de la Dordogne)

| Tête de liste | Tête de liste | Parti(s) | Nuance | Premier tour | Premier tour | Second tour | Second tour | Sièges | Sièges |
| Tête de liste | Tête de liste | Parti(s) | Nuance | Voix         | %            | Voix        | %           | CM     | CC     |
| ------------- | ------------- | -------- | ------ | ------------ | ------------ | ----------- | ----------- | ------ | ------ |

### Le Vigan-en-Quercy
- Maire sortant : Jean Michel Favori (SE)
- 19 sièges à pourvoir au conseil municipal (population légale 2022 : 1 544 habitants)
- 6 sièges à pourvoir au conseil communautaire (CC Quercy-Bouriane)

| Tête de liste | Tête de liste | Parti(s) | Nuance | Premier tour | Premier tour | Second tour | Second tour | Sièges | Sièges |
| Tête de liste | Tête de liste | Parti(s) | Nuance | Voix         | %            | Voix        | %           | CM     | CC     |
| ------------- | ------------- | -------- | ------ | ------------ | ------------ | ----------- | ----------- | ------ | ------ |